# Medi ambient

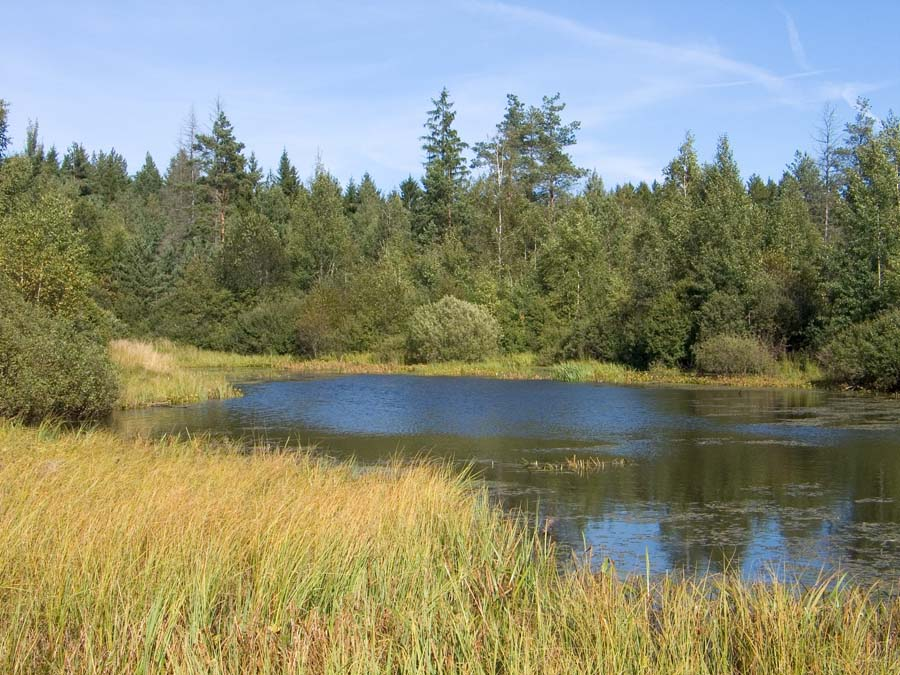
Medi ambient natural

El medi ambient o simplement el medi és l'entorn o suma total d'allò físic que es troba a la Terra i que afecta i condiciona especialment tots els seus habitants, les seves circumstàncies de vida i la societat en el seu conjunt.
Comprèn el conjunt de valors naturals, socials i culturals existents en un lloc i un moment determinat, que influeixen en la vida de l'home actual i en les generacions venidores. És a dir, no es tracta només de l'espai en què es desenvolupa la vida sinó que també comprèn éssers vius, objectes, aigua, sòl, aire i les relacions entre ells, així com elements tan intangibles com la cultura. Aquesta accepció és menys habitual, però de gran transcendència, ja que els materials reaccionen d'una manera o d'una altra, segons el medi en què es puguin trobar. A nivell global, l'oxidació (l'acció de l'oxigen) és la que s'aprecia com a quantitativament més important. Té també molt de ressò la combinació de determinats gasos (components del CFCs) amb l'oxigen, i n'ha propiciat el fenomen conegut com el "forat a la capa d'ozó".
En ecologia, economia i sociologia, la defensa del medi va unida al desenvolupament sostenible. Al segle xxi el medi està fortament lligat a la capacitat de càrrega humana i a l'efecte de la globalització que caracteritza aquesta època.

## Història del concepte
1. Hipòcrates (460-375 anys abans de Crist), a la seua obra "aires, aigües i llocs", ressalta la importància del medi ambient com a causa de malaltia.
2. Thomas Sydenham (1624-1689) i Giovanni Maria Lancisi (1654-1720), formulen la teoria miasmàtica, en la que el miasma és un conjunt d'emanacions fètides de sòls i aigües impures que són causa de malaltia.
3. En el segle xix amb Chadwick, William Farr (1807-1883) amb la mortalitat dels miners, John Snow (1813-1858) amb "Sobre el mode de transmissió del còlera", es consolida la importància del medi en epidemiologia i la necessitat d'utilitzar mètodes numèrics.

## Teoria de sistemes
En la Teoria general de sistemes, un medi és un complex de factors externs que actuen sobre un sistema i en determinen el seu curs i la seua forma d'existència.
Un medi podria considerar-se com un superconjunt, en el qual el sistema donat és un subconjunt. Un medi pot tenir un o més paràmetres, físics o d'una altra naturalesa. El medi d'un sistema donat deu interaccionar necessàriament amb ell.

## Epidemiologia
En epidemiologia, el medi és el conjunt de factors extrínsecs, que influeixen sobre l'existència, l'exposició i la susceptibilitat de l'agent a provocar una malaltia a l'hoste. Aquests factors extrínsecs són:
- Ambient físic: Geologia, clima, contaminació.
- Ambient biològic:
  - Població humana: Densitat de població.
  - Flora: Font d'aliments, influeix sobre els vertebrats i artròpodes com a font d'agents.
  - Fauna: Font d'aliments, hostes vertebrats, artròpodes vectors.
  - Sòl
  - Aigua
- Ambient socioeconòmic:
  - Ocupació laboral o treball: Exposició a agents radioactius, químics, físics, biològics.
  - Urbanització o entorn urbà i desenvolupament econòmic.
  - Desastres: Guerres, catàstrofes naturals.

## Medi i globalització
A partir de la Revolució Industrial els efectes de l'acció dels éssers humans sobre el medi van adquirir la categoria de globals. Durant molt de temps aquests efectes van ser sempre negatius per a l'equilibri dels ecosistemes però tampoc hi havia preocupació social per aquests. Tanmateix, a partir de la darrera dècada del segle xx, en el marc d'una societat progressivament més exigent amb la qualitat de l'entorn i a conseqüència de la globalització econòmica de mercat, el medi va començar a un dels factors claus de competitivitat a les empreses i van començar a desenvolupar-se els sistemes de gestió mediambientals (SGMA).
També cal destacar la problemàtica dels costos transaccionals de les empreses lligats a la globalització de l'activitat comercial. El concepte de globalització, sobretot pel que fa al seu caire mediambiental, està molt relacionat amb el de sostenibilitat.